# Rúben Micael
Rúben Micael Freitas da Ressureição známý též jen jako Micael (* 19. srpna 1986 Câmara de Lobos) je portugalský fotbalista. Portugalsko reprezentoval v letech 2011–2013, v 16 zápasech, v nichž vstřelil dva góly (oba v přátelském utkání proti Finsku v roce 2011). Získal bronzovou medaili na mistrovství Evropy v roce 2012. S FC Porto vyhrál Evropskou ligu v sezóně 2010/11, krom toho se s ním stal dvakrát mistrem Portugalska (2010–11, 2011–12), hrál za něj v letech 2010–2011. Dále hrál za CF União Madeira (2004–2008), CD Nacional Madeira (2008–2010), Atlético Madrid (2011–2013), Bragu (2013–2015), Š’-ťia-čuang Jung-čchang (2015–2017), FC Paços de Ferreira (2018), Vitórii Setúbal (2018–2019) a od roku 2019 znovu působí v Nacional Madeira.